# 危機にさらされている世界遺産
危機にさらされている世界遺産（ききにさらされているせかいいさん、英語: World Heritage in Danger）とは、ユネスコの世界遺産登録物件のうち、その物件の世界遺産としての意義を揺るがすような何らかの脅威にさらされている、もしくはその恐れがある物件のことである。日本では単に危機遺産と呼ばれることも多い。本項目でも、以下「危機遺産」と表記する。
世界遺産委員会によって危機遺産と認定された物件は、「危機にさらされている世界遺産リスト」（危機遺産リスト）に加えられる。危機遺産は、脅威が去ったと判断されれば危機遺産リストから除外されるが、逆に危機にさらされた結果、世界遺産としての価値が失われたと判断された場合、世界遺産リストそれ自体から削除される可能性もある。
ケルン大聖堂、ガランバ国立公園、スレバルナ自然保護区などのように従来から抹消が議論された物件は存在していたが、2009年の第33回世界遺産委員会において、上記の理由による初めての登録抹消が決議された（ドレスデン・エルベ渓谷）。

## 歴史
「危機遺産」という概念は、世界遺産条約が発効した当初から存在していた（世界遺産条約第11条4項）。これは、元々世界遺産という枠組み自体が、水没の危機にさらされたエジプトのアブ・シンベル神殿を救おうとする国際的な関心の高まりから生まれたものであることと関係がある。
それゆえ、世界遺産関連事業の中でも、危機遺産リスト作成と登録物件の救済活動こそが、最も重要な活動であると位置づけられることもある。

## 意義
「危機遺産リスト」に登録されると、世界遺産基金からの資金援助も含めて、様々な国際的支援を要請することが可能になる。これは、政情不安や財政難から2012年現在で国内の世界遺産全てが危機遺産になっているコンゴ民主共和国の世界遺産などの救済において重要な意味を持つ。
また、「危機遺産リスト」への登録は、都市開発によって景観が危機にさらされている場合などに、圧力として意味を持つこともある。高層ビル建設の計画が持ち上がり、景観の保持が困難になる恐れがあるとして危機遺産に登録されたケルン大聖堂の例などでは、登録後に計画の見直しや緩衝区域（バッファーゾーン）の設定などが行われ、景観が守られた（2006年に危機遺産登録解除）。

## 登録
世界遺産に既に登録されている物件のうち、以下の基準に該当する物件が危機遺産リストに登録される。

### 登録基準

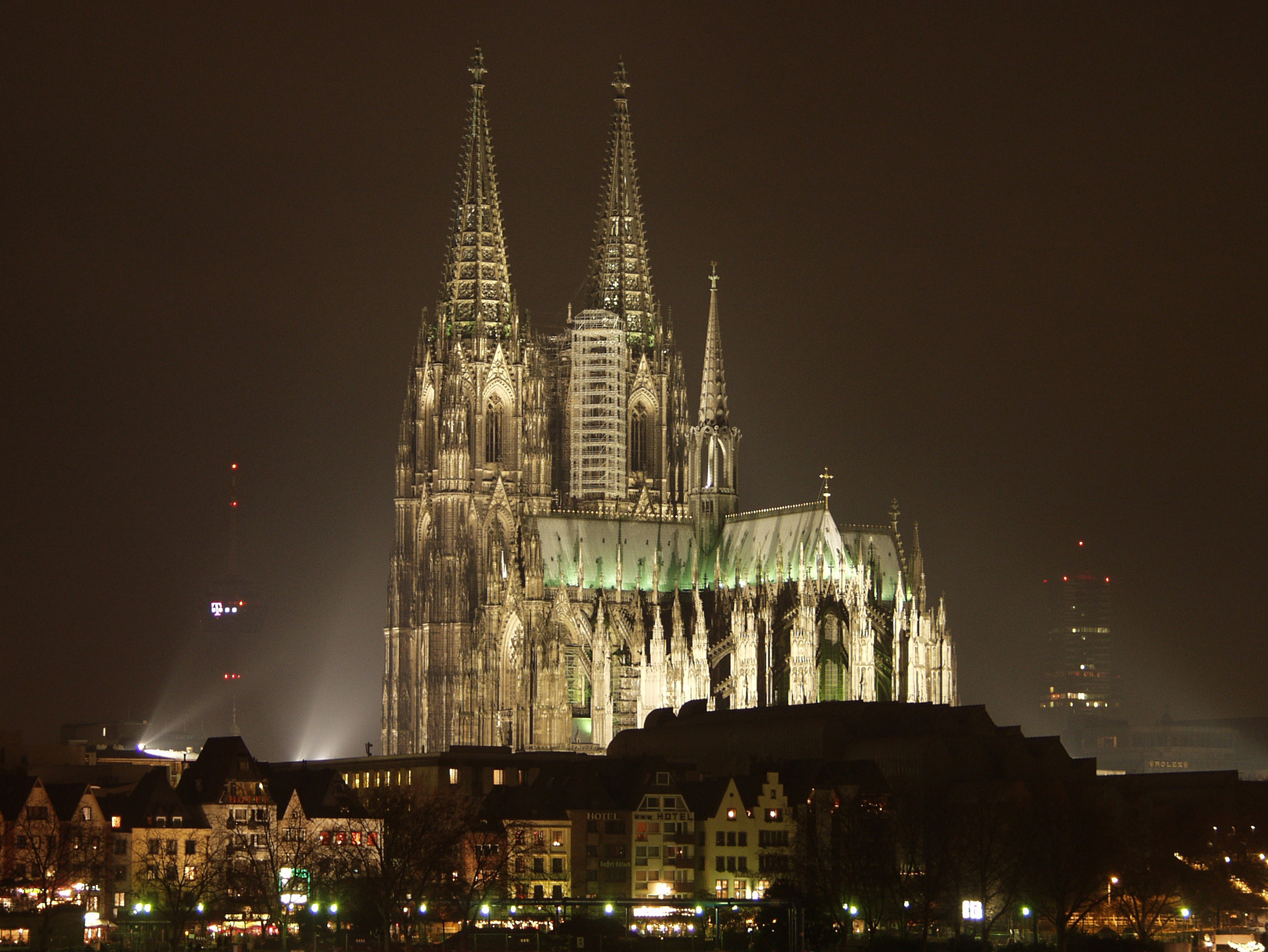
景観の保全が問題となったケルン大聖堂とその周辺

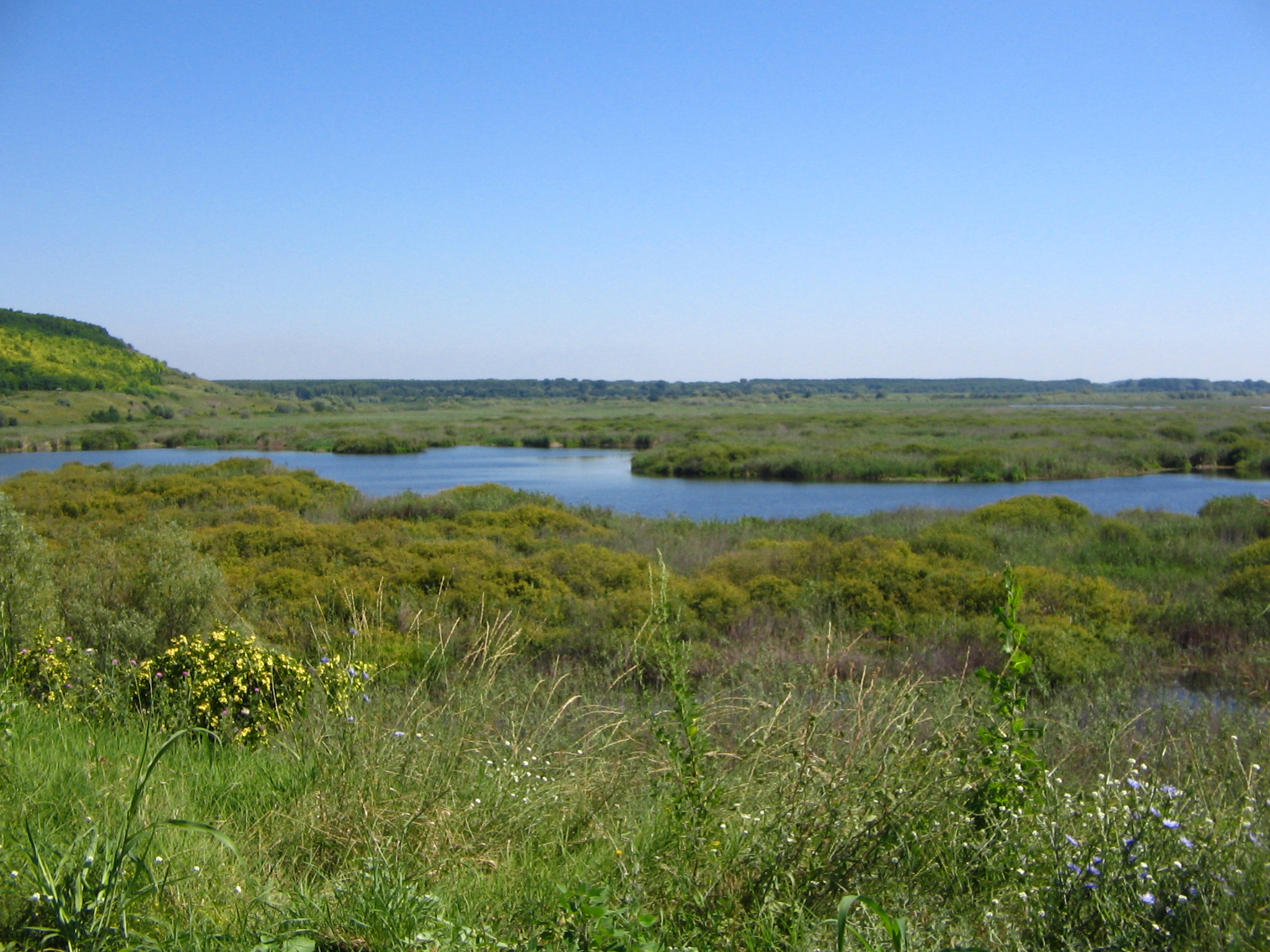
一時は世界遺産リストからの除外も検討されたスレバルナ自然保護区の景観

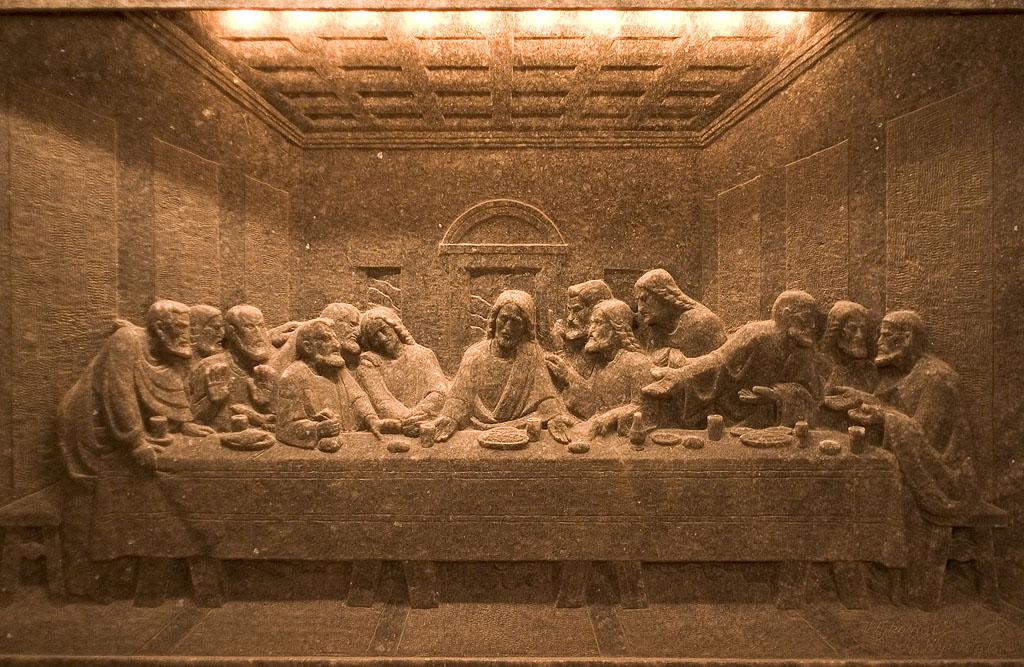
ヴィエリチカ岩塩坑に保存されている岩塩彫刻（最後の晩餐）

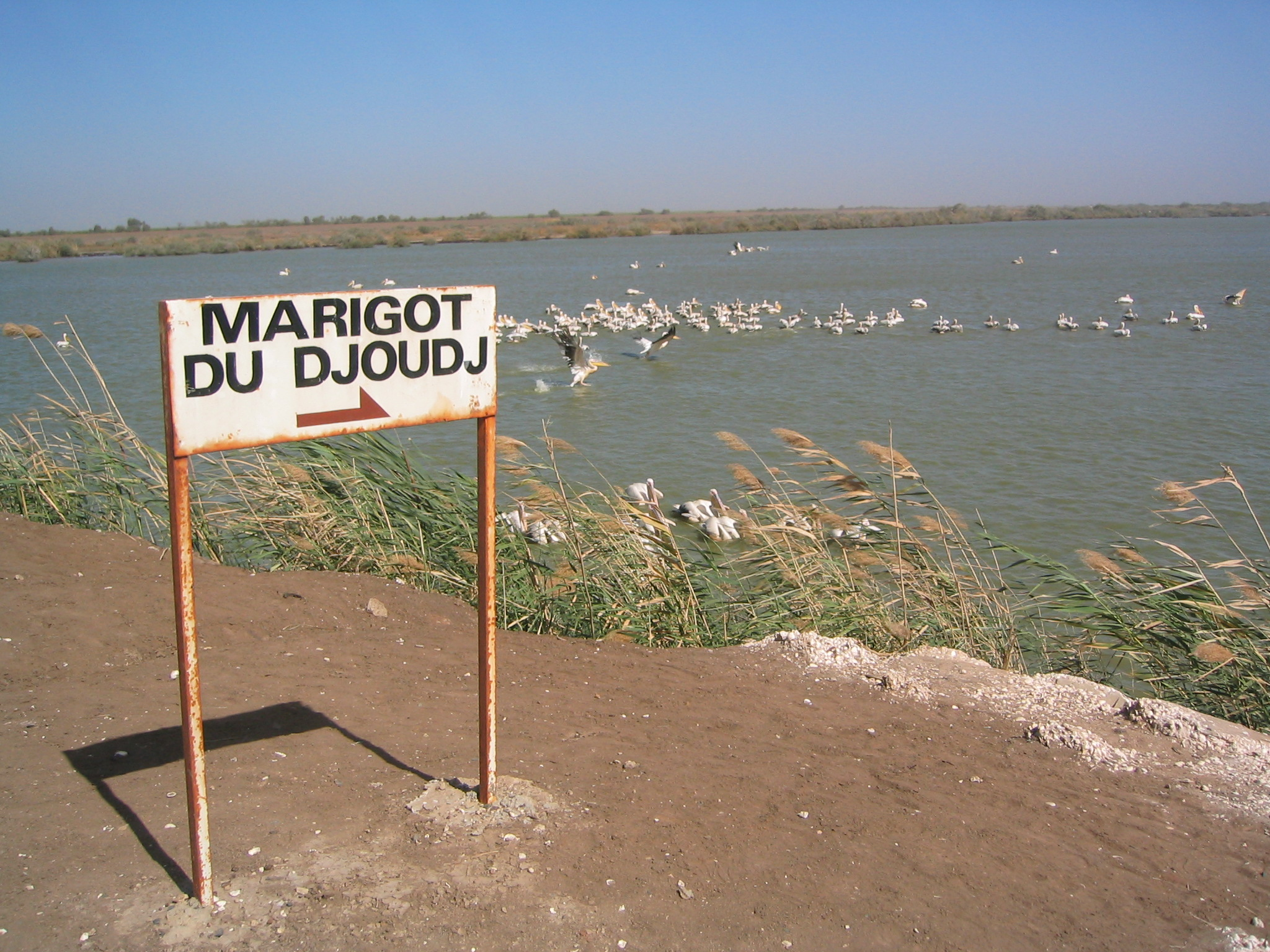
二度にわたって危機遺産に登録されたジュッジ国立鳥類保護区

世界遺産条約履行のための作業指針 (The Operational Guidelines for the Implementation of the World Heritage Convention) に記載された登録基準は以下のとおり。分かりやすいように例示したが、危機遺産登録は複合的な要因で行われることがしばしばであるため、以下の例示は各物件の危機的状況の一側面を示すに過ぎない。

#### 文化遺産
1. 「決定的危機」
  1. 「材質の深刻な悪化」。湿気により岩塩のモニュメント類が劣化したヴィエリチカ岩塩坑（ポーランド、1989年 - 1998年）など。
  2. 「構造および / あるいは装飾的特質の深刻な悪化」。ターリバーンに破壊されたバーミヤンの大仏（アフガニスタン、2003年- ）など。
  3. 「建築上もしくは都市計画上の統一性の深刻な悪化」。コンクリート建築の増加によって伝統的な景観が失われつつある古都ザビード（イエメン、2000年- ）など。
  4. 「都市空間、農村空間、自然環境などの深刻な悪化」。後継者不足や品種改良の弊害など多面的要因によって二千年来の景観が崩壊しつつあるフィリピン・コルディリェーラの棚田群（2001年 - 2012年）など。
  5. 「歴史的真正性の顕著な喪失」
  6. 「文化的意義の重大な喪失」
2. 「潜在的危機」
  1. 「当該物件の保護の度合いを弱める法的地位の修正」
  2. 「保存政策の欠如」
  3. 「地域的な計画の脅威的効果」。橋の建設計画が持ち上がり、世界遺産リストからの抹消が決議されたドレスデン・エルベ渓谷（ドイツ、2006年 - 2009年）など。
  4. 「武力衝突の勃発もしくは脅威」。旧ユーゴスラビア紛争の影響を受けたドゥブロヴニク旧市街（クロアチア、1991年 - 1998年）など。
  5. 「地理的、自然的、もしくは他の環境的要因による漸進的変化」。例えば、建材である日干し煉瓦の風化が進行しているチャン・チャン遺跡地帯（ペルー、1986年- ）など。

#### 自然遺産
1. 「決定的危機」
  1. 「疫病などの自然的要因によるか、密猟などの人工的要因によるかを問わず、その物件が保護に値すると評価される要因となった絶滅危惧種、もしくは顕著に普遍的な価値を持つ種の深刻な減少」。キタシロサイが激減したガランバ国立公園（コンゴ民主共和国、1984年 - 1992年、1996年 - ）など。
  2. 「様々な人工的要因による登録物件の自然美もしくは科学的価値の深刻な劣化（抄訳）」。農薬の汚染が深刻化し、世界遺産登録抹消も検討されたスレバルナ自然保護区（ブルガリア、1992年 - 2003年）など。
  3. 「登録物件の完全性を脅かされる上流部や境界部への人口流入」。ルワンダ内戦によって難民の流入が深刻化したヴィルンガ国立公園（コンゴ民主共和国、1994年 - ）など。
2. 「潜在的危機」
  1. 「地域の法的保護の位置づけの修正」
  2. 「登録地域内もしくは登録地域を脅かす場所での計画された再入植もしくは開発」。鉱山開発が環境破壊につながっているニンバ山厳正自然保護区（ギニア/コートジボワール、1992年 - ）など。
  3. 「武力衝突の勃発もしくは脅威」。トゥアレグが起こした内戦に脅かされたアイル・テネレ自然保護区（ニジェール、1992年 - ）など。
  4. 「管理計画もしくは管理システムの欠如、不足、もしくは不十分な履行」。密猟が横行し、公園スタッフの殺害なども起きたマノヴォ＝グンダ・サン・フローリス国立公園（中央アフリカ、1997年 - ）など。

### 例外的措置
原則として、既に世界遺産として登録されているものが対象となるが、ターリバーンに破壊されたバーミヤンの大仏や、イスラエルと敵対しているパレスチナの降誕教会の様に、危機遺産登録を念頭において世界遺産に登録される場合もある（このケースでは世界遺産登録と危機遺産登録が同時）。
また、2003年のイラン大地震で、壊滅的被害を受けたアルゲ・バムの場合、暫定リストにすら掲出されていなかったが、喫緊の対応が必要であると判断され、暫定リスト登録を飛び越えて世界遺産に登録されると同時に、危機遺産リストにも加えられた（2013年に危機遺産リストから除外）。

## 危機遺産に登録されたことのある物件の一覧

### アジア
- アンコール遺跡（ カンボジア）1992年 - 2004年
- カトマンズの渓谷（ ネパール）2003年 - 2007年
- 城壁都市バクー、シルヴァンシャー宮殿、及び乙女の塔（ アゼルバイジャン）2003年 - 2009年
- バハラ城塞（ オマーン）1988年 - 2004年
- バムとその文化的景観（ イラン）2004年 - 2013年
- ハンピの都市遺跡（ インド）1999年 - 2006年
- フィリピン・コルディリェーラの棚田群（ フィリピン） 2001年 - 2012年
- マナス野生生物保護区（ インド） 1992年 - 2011年
- ラホール城とシャーラマール庭園（ パキスタン） 2000年 - 2012年
- イエス・キリスト生誕の地 : ベツレヘムにある降誕教会と巡礼路（ パレスチナ） 2012年 - 2019年

### アフリカ
- アツィナナナの雨林（ マダガスカル）2010年 - 2025年
- アブ・メナ（ エジプト）2001年 - 2025年
- アボメイの王宮群（ ベナン）1985年 - 2007年
- イシュケル国立公園（ チュニジア）1996年 - 2006年
- カスビのブガンダ歴代国王の墓（ ウガンダ）2010年 - 2023年
- ガダミス旧市街（ リビア）2016年 - 2025年
- キルワ・キシワニとソンゴ・ムナラの遺跡群（ タンザニア）2004年 - 2014年
- コモエ国立公園（ コートジボワール）2003年 - 2017年
- サロンガ国立公園（ コンゴ民主共和国）1999年 - 2021年
- シミエン国立公園（ エチオピア）1996年 - 2017年
- ジュッジ国立鳥類保護区（ セネガル）1984年 - 1988年、2000年 - 2006年
- ティパサ（ アルジェリア）2002年 - 2006年
- ニョコロ＝コバ国立公園（ セネガル）2007年 - 2024年
- ルウェンゾリ山地国立公園（ ウガンダ）1999年 - 2004年
- ンゴロンゴロ保全地域（ タンザニア）1984年 - 1989年

### ヨーロッパ
- ヴィエリチカ岩塩坑（ ポーランド）1989年 - 1998年
- ケルン大聖堂（ ドイツ）2004年 - 2006年
- コトルの自然と文化 - 歴史地域（ モンテネグロ）1979年 - 2003年
- スレバルナ自然保護区（ ブルガリア）1992年 - 2003年
- ドゥブロヴニク旧市街（ クロアチア）1991年 - 1998年
- ドレスデン・エルベ渓谷（ ドイツ）2006年 - 2009年
- ブトリント（ アルバニア）1997年 - 2005年
- プリトヴィチェ湖群国立公園（ クロアチア）1992年 - 1997年
- ムツヘタの歴史的建造物群（ ジョージア）2009年 - 2016年
- ゲラティ修道院[3]（ ジョージア）2010年 - 2017年

### 北アメリカ・中央アメリカ
- イエローストーン国立公園（ アメリカ合衆国）1995年 - 2003年
- ベリーズ珊瑚礁保護区（ ベリーズ）2009年 - 2018年

### 南アメリカ
- イグアス国立公園（ ブラジル）1999年 - 2001年
- サンガイ国立公園（ エクアドル）1992年 - 2005年
- ハンバーストーンとサンタ・ラウラの硝石工場群（ チリ）2005年 - 2019年
- ガラパゴス諸島（ エクアドル）2007年 - 2010年
- ロス・カティオス国立公園（ コロンビア）2009年 - 2015年